# 药山无心菜
药山无心菜（学名：Arenaria iochanensis）为石竹科无心菜属下的一个种。